# Constança de Hohenstaufen
Constança de Hohenstaufen, também conhecida como Constança II da Sicília (em italiano e espanhol: Constanza; Catânia, 1249 — Barcelona, 9 de abril de 1302) foi uma nobre do Reino da Sicília. Foi rainha consorte de Aragão e Valência de 1275 e rainha da Sicília de 1247 até a sua morte. Está proclamada beata pela Igreja Católica.
Até ser trasladada para a catedral de Barcelona estava enterrada no demolido Convento de São Francisco de Barcelona, tal como outros membros da família real de Aragão, condes de Barcelona.
Foi referida por Dante, no seu livro do Purgatório (III, 143), chamando-a de "boa Constança".

## Dados genealógicos
Era filha de Beatriz de Saboia e de Manfredo, rei da Sicília.
Era neta materna de Ana de Borgonha e do conde Amadeu IV de Saboia e neta paterna da condessa Branca de Lancia e de Frederico II de Hohenstauffen, imperador do Sacro Império Romano Germânico, rei da Sicília, sendo Constança por isso descendente da poderosa família Hohenstaufen que reinou no Sacro Império Romano Germânico e na Sicília durante a Idade Média.
Em 1262 casou-se com Pedro III de Aragão, de cuja união nasceram:
- Afonso III de Aragão (1265-1291), rei de Aragão, Valência, Maiorca e conde de Barcelona
- Jaime II de Aragão (1267-1327), rei de Aragão, Valência, Maiorca, Sardenha e Sicília, e conde de Barcelona
- Isabel de Aragão (1271-1336), a Rainha-Santa, casada com o rei D. Dinis de Portugal.[1]
- Frederico II da Sicília (1272-1337)
- Violante de Aragão e Sicília (1273-1302), casada em 1297 com Roberto I de Nápoles
- Pedro de Aragão (1275-1291)